# Coelioxys nigripes
Coelioxys nigripes är en biart som beskrevs av Joseph Vachal 1903. Coelioxys nigripes ingår i släktet kägelbin, och familjen buksamlarbin. Inga underarter finns listade i Catalogue of Life.